# 赫萊恩斯格拉本河
49°04′08″N 10°57′53″E / 49.06887°N 10.96474°E
赫萊恩斯格拉本河（德語：Hörleinsgraben），是德國的河流，位於該國東南部，由巴伐利亞負責管轄，屬於施瓦本雷扎特河的左支流，河道全長3.5公里，流域面積4.3平方公里。